# Сентро-Сур
1°33′ пн. ш. 10°17′ сх. д. / 1.55° пн. ш. 10.29° сх. д.
Сентро-Сур (фр. Centro-Sur; ісп. і порт. Centro Sur) — провінція Екваторіальної Гвінеї. Столиця провінції — Евінайонґ.

## Географія
Провінція Сентро-Сур межує на півночі з Камеруном, на заході з провінцією Літорал, на північному сході з провінцією Ке-Нтем, на південному сході з провінцією Веле-Нзас і на півдні з Габоном.

## Демографія
У 2001 році населення провінції становило 125 856 чоловік (за даними Генерального управління статистики Екваторіальної Гвінеї.

## Міста і райони
Провінція складається з наступних міст і районів.

### Міста
- Евінайонґ
- Ньєфанг
- Акуренам
- Бікурґа
- Нкімі

### Райони
- Евінайонґ
- Ніефанґ
- Акуренам